# Ophisaurus
Ophisaurus – rodzaj jaszczurek z podrodziny w Anguinae w rodzinie padalcowatych (Anguidae).

## Zasięg występowania
Rodzaj obejmuje gatunki występujące w Stanach Zjednoczonych i Meksyku. 

## Systematyka

### Etymologia
Ophisaurus: gr. οφις ophis, οφεως opheōs „wąż”; σαυρος sauros „jaszczurka”.

### Podział systematyczny
Przeprowadzone przez Maceya i współpracowników (1999) oraz Wiensa i Slingluffa (2001) analizy filogenetyczne wykorzystujące dane molekularne sugerują, że rodzaj Ophisaurus obejmujący wszystkie te gatunki byłby parafiletyczny, gdyż część należących do niego gatunków jest bliżej spokrewnionych z gatunkami zaliczanymi do rodzaju Anguis oraz z żółtopuzikiem bałkańskim (również zaliczanym przez autorów do Ophisaurus; inni autorzy zaliczają go do osobnego rodzaju Pseudopus) niż z innymi gatunkami z rodzaju Ophisaurus; według tych analiz gatunki O. attenuatus, O. ventralis i O. harti są bliżej spokrewnione z Anguis i żółtopuzikiem bałkańskim niż z O. koellikeri. Ze względu na parafiletyzm Ophisaurus Macey i współpracownicy (1999) zalecili, by uznać Ophisaurus za młodszy synonim rodzaju Anguis (choć dopuszczali też możliwość pozostawienia Ophisaurus jako odrębnego rodzaju, przy jednoczesnym przeniesieniu żółtopuzika bałkańskiego do odrębnego rodzaju Pseudopus, zaś O. koellikeri do rodzaju Hyalosaurus). Do rodzaju należą następujące gatunki: 
- Ophisaurus attenuatus – żółtopuzik smukły[8]
- Ophisaurus ceroni
- Ophisaurus compressus
- Ophisaurus incomptus
- Ophisaurus mimicus
- Ophisaurus ventralis